# Каменный (Даниловский район)
Каменный — хутор в Даниловском районе Волгоградской области, в составе Островского сельского поселения.
Население — 168 (2010)

## История
Дата основания не установлена. Хутор относился к юрту станицы Островской Усть-Медведицкому округа Земли Войска Донского (с 1870 — Область Войска Донского). Первоначально известен под названием Каменнов. В 1859 году на хуторе проживало 246 мужчин и 261 женщины. Большая часть населения была неграмотной. Согласно переписи населения 1897 года на хуторе проживало 402 мужчины и 420 женщин, из них грамотных: мужчин — 102, женщин — 9.
Согласно алфавитному списку населённых мест Области Войска Донского 1915 года на хуторе имелось хуторское правление, одноклассное приходское училище, ветряная мельница, проживало 486 мужчин и 508 женщин, земельный надел составлял 7845 десятин.
С 1928 года — в составе Даниловского района Камышинского округа (упразднён в 1930 году) Нижне-Волжского края (с 1934 года — Сталинградского края, с 1936 года — Сталинградской области, с 1961 года — Волгоградской области). С 1963 года — в составе Котовского района. Вновь передан в состав Даниловского района в 1966 году. В 1975 году включён в состав Островского сельсовета

## География
Хутор находится в степи, в пределах Приволжской возвышенности, на левом, высоком, берегу реки Медведицы (при устье оврага Верухляевский). В районе хутора берег Медведицы изрезан балками и оврагами. Высота центра населённого пункта около 100 метров над уровнем моря. На противоположном берегу Медведицы — пойменные леса. Почвы — чернозёмы южные, в пойме Медведицы — пойменные слабокислые и нейтральные почвы.
К хутору имеется 1,5-км подъезд от региональной автодороги Даниловка — Котово. По автомобильным дорогам расстояние до административного центра сельского поселения станицы Островской - 13 км, районного центра посёлка Даниловка — 23 км, до областного центра города Волгоград — 250 км, до ближайшего города Котово — 42 км.
Часовой пояс
Каменный, как и вся Волгоградская область, находится в часовой зоне МСК (московское время). Смещение применяемого времени относительно UTC составляет +3:00.

## Население
Динамика численности населения по годам:
| 1859 | 1873 | 1897 | 1915 | 1987 | 2002 |
| ---- | ---- | ---- | ---- | ---- | ---- |
| 507  | 604  | 822  | 994  | ≈250 | 210  |

| 2010 |
| ---- |
| 168  |